# Theridion vossioni
Theridion vossioni là một loài nhện trong họ Theridiidae.
Loài này thuộc chi Theridion. Theridion vossioni được Eugène Simon miêu tả năm 1884.